# Stijn Schaars
Stijn Schaars vagy
Stefanus Johannes Schaars (Gendt, 1984. január 11. –) holland válogatott labdarúgó.

## Pályafutása

### SBV Vitesse
2003. március 9-én debütált a Vitesse csapatában az FC Utrecht ellen (1-4). 44 bajnoki mérkőzésen 4 gólt szerzett.

### Alkmaar
Az első szezonjában kisebb sérülést szenvedett. 2006. február 19-én bemutatkozott új csapatában az FC Utrecht elleni (3-2) vesztes bajnokin.
A 2006/07-es szezon sérülés miatt ki kellett hagynia. A szezonban 2009/10-es és a 2010/11-es szezonban kulcsfontosságú játékosa volt. A 2010/11-es szezon végén bejelentette, hogy új kihívásokra van szüksége ezért a következő szezont máshol kezdi meg. 6 szezon alatt 129 bajnoki mérkőzést játszott az Alkmaar színeiben és ezeken 7 gólt jegyzett.
A PSV Eindhoven is szerette volna soraiban tudni, de végül a Sporting Lisszabon csapatát választotta.

### Sporting Lisszabon
2011. június 16-án aláírt a portugál klubhoz, 850,000 €-ért. A Rio Ave ellen szerezte meg első gólját.

## Válogatott
2006. augusztus 16-án debütált a nemzeti válogatottban, Írország elleni barátságos mérkőzésen, amelyet a hollandok nyertek 4-0-ra. Korábbi évben ő volt a kapitánya a Holland U21-es válogatottnak, amely megnyerte a 2006-os U21-es Európa-bajnokságot.
Sérülés miatt ki kellett hagynia a 2008-as Európa-bajnokságot. A 2010-es világbajnokságon szerepelt a válogatottban, de pályára nem lépett.

## Sikerei, díjai

### Klub csapatban
- Eredivisie bajnoka: 2008-09
- Johan Cruijff Shield: 2009

### Met Nederland
- U21-es Európa-bajnokság győztes: 2006
- Labdarúgó-világbajnokság döntős: 2010